# ایست راید، نیو ساوت ولز
ایست راید (به انگلیسی: East Ryde) یک منطقهٔ مسکونی در استرالیا است که در City of Ryde واقع شده‌است.